# 쓰쿠바 대학
쓰쿠바 대학(일본어: 筑波大学, University of Tsukuba)은 이바라키현 쓰쿠바시에 위치한 일본의 최상위권 명문 국립 대학이며, 사범대학과 체육대학을 중점으로 삼는 대학이다.

## 연혁
쓰쿠바 대학은 1973년에 도쿄 교육대학(東京敎育大學)을 개조해서 설립되었다.

### 도쿄 교육대학
도쿄 교육대학의 기원은 일본 최초의 관립(국립) 사범학교(師範學校)이다.
- 1872년 도쿄에 사범학교 설립.
- 1873년 도쿄 사범학교로 개칭.
- 1886년 고등 사범학교로 승격.
- 1902년 도쿄 고등 사범학교로 개칭.
- 1903년 현 오쓰카(大塚) 캠퍼스에 이전.
- 1929년 도쿄 문리과 대학(東京文理科大學) 설치.
- 1949년 도쿄 문리과 대학, 도쿄 고등 사범학교[1], 도쿄 농업교육 전문학교[2](東京農業敎育專門學校), 도쿄 체육 전문학교[3](東京體育專門學校)를 통합해, 신제 도쿄 교육대학 발족.
  - 문학부, 이학부, 교육학부, 농학부, 체육학부를 설치.
- 1973년 새 대학 《쓰쿠바 대학》을 창설.
- 1978년 도쿄 교육대학 폐교.

### 쓰쿠바 대학
- 1973년10월 쓰쿠바 대학 개학.
- 2002년 도서관 정보 대학(圖書館情報大學)을 합병.
- 2005년 아키하바라 캠퍼스를 설치.

## 캠퍼스
- 쓰쿠바(筑波) 캠퍼스: 대학 본부 캠퍼스.
- 이바라키현 쓰쿠바시 덴노다이(天王臺) 1-1-1.
- 오쓰카(大塚) 캠퍼스 (도쿄 캠퍼스 오쓰카 지구(地區)): 대학원 캠퍼스.
- 도쿄도 분쿄구 오쓰카(大塚) 3-29-1.
- 아키하바라(秋葉原) 캠퍼스 (도쿄 캠퍼스 아키하바라 지구): 대학원 캠퍼스.
- 도쿄도 지요다구 소토 간다(外神田) 1-18-13.

## 조직

### 학군/학류
학군(學群: 큰 학부)/학류(學類: 큰 학과)는 학사과정이다. 학군들은 2007년에 개조되었다.
- 인문/문화 학군
  - 인문학류 (구 1학군 인문학류)
  - 비교문화학류 (구 2학군 비교문화학류)
  - 일본어/일본문화학류 (구 2학군 일본어/일본문화학류)

- 사회/국제학군
  - 사회학류 (구 1학군 사회학류)
  - 국제종합학류 (구 3학군 국제종합학류)

- 인간학군 (구 2학군 인간학류)
  - 교육학류
  - 심리학류
  - 장애과학류

- 생명환경학군
  - 지구학류 (구 1학군 자연학류 지구과학 전공)
  - 생물학류 (구 2학군 생물학류)
  - 생물자원학류 (구 2학군 생물자원학류)

- 이공학군
  - 수학류 (구 1학군 자연학류 수학 전공)
  - 물리학류 (구 1학군 자연학류 물리학 전공)
  - 화학류 (구 1학군 자연학류 화학 전공)
  - 응용이공학류 (구 3학군 공학기초학류)
  - 공학시스템학류 (구 3학군 공학시스템학류)
  - 사회공학류 (구 3학군 사회공학류)

- 정보학군
  - 지식정보/도서관학류 (구 도서관정보전문학군)
  - 정보 미디어 창성(創成)학류
  - 정보과학류 (구 3학군 정보학류)

- 의학군 (구 의학전문학군)
  - 의학류
  - 간호학류
  - 의료과학류

- 체육전문학군
- 예술전문학군

### 대학원
- 인문사회과학 연구과 (5년제 박사과정)
- 비즈니스 과학 연구과
- 수리(數理)물질과학 연구과
- 시스템 정보공학 연구과
- 생명환경과학 연구과
- 인간 종합과학 연구과
- 도서관 정보 미디어 연구과
- 지역 연구과 (석사과정)
- 교육 연구과 (석사과정)
- 체육 연구과 (석사과정)

전문직 대학원
- 비즈니스 과학 연구과
  - 법조인 전공 (법과대학원)
  - 국제 경영 프로페셔널 전공

## 평가
- 2024년 QS World University Rankings™ 대학 평가에서는 종합대학평가 일본 11위를 기록하였다.[4]
- 2024년 Academic Ranking of World Universities 대학 평가에서는 종합대학평가 일본 5위를 기록하였다.[5]
- 2024년 Times Higher Education Japan University Rankings 대학 평가에서는 종합대학평가 일본 9위를 기록하였다.[6]